# Micromesomma cowani
Micromesomma cowani är en spindelart som beskrevs av Pocock 1895. Micromesomma cowani ingår i släktet Micromesomma och familjen Migidae.
Artens utbredningsområde är Madagaskar. Inga underarter finns listade i Catalogue of Life.